# Liste des communes des îles Baléares
Liste des 67 communes des Îles Baléares (Espagne).

## Cartes

Situation des Îles Baléares

Carte des communes des Îles Baléares

## Liste des communes
Note : la notion de "comarque" est inutilisée aux îles Baléares.
| Nom officiel                | Nom catalan                | Nom castillan            | Île                 | Comarque            | District judiciaire                     | Superficie km² | Population 2000 | Population 2010 | Population 2013 |
| --------------------------- | -------------------------- | ------------------------ | ------------------- | ------------------- | --------------------------------------- | -------------- | --------------- | --------------- | --------------- |
| Alaior                      | Alaior                     | Alayor                   | Minorque            | Minorque            | Maó                                     | 109,86         | 7 390           | 9 399           | 9 769           |
| Alaró                       | Alaró                      | Alaró                    | Majorque            | Raiguer             | Inca                                    | 45,72          | 4 032           | 5 401           | 5 217           |
| Alcúdia                     | Alcúdia                    | Alcudia                  | Majorque            | Raiguer             | Inca                                    | 60,02          | 12 152          | 19 112          | 20 163          |
| Algaida                     | Algaida                    | Algaida                  | Majorque            | Pla de Mallorca     | Palma                                   | 89,78          | 3 753           | 5 116           | 5 382           |
| Andratx                     | Andratx                    | Andrach                  | Majorque            | Serra de Tramuntana | Palma                                   | 81,46          | 8 655           | 11 682          | 10 748          |
| Ariany                      | Ariany                     | Ariany                   | Majorque            | Pla de Mallorca     | Manacor                                 | 23,14          | 790             | 876             | 914             |
| Artà                        | Artà                       | Artá                     | Majorque            | Llevant             | Manacor                                 | 139,79         | 6 140           | 7 549           | 7 415           |
| Banyalbufar                 | Banyalbufar                | Bañalbufar               | Majorque            | Serra de Tramuntana | Palma                                   | 18,06          | 520             | 593             | 583             |
| Binissalem                  | Binissalem                 | Binisalem                | Majorque            | Raiguer             | Inca                                    | 29,77          | 5 193           | 7 379           | 7 792           |
| Búger                       | Búger                      | Búger                    | Majorque            | Raiguer             | Inca                                    | 8,29           | 932             | 1 040           | 1 029           |
| Bunyola                     | Bunyola                    | Buñola                   | Majorque            | Serra de Tramuntana | Palma                                   | 84,70          | 4 745           | 6 172           | 6 619           |
| Calvià                      | Calvià                     | Calviá                   | Majorque            | Serra de Tramuntana | Palma                                   | 145,02         | 37 419          | 51 462          | 52 272          |
| Campanet                    | Campanet                   | Campanet                 | Majorque            | Raiguer             | Inca                                    | 34,65          | 2 346           | 2 619           | 2 581           |
| Campos                      | Campos                     | Campos                   | Majorque            | Migjorn             | Manacor                                 | 149,69         | 7 074           | 9 784           | 10 144          |
| Capdepera                   | Capdepera                  | Capdepera                | Majorque            | Llevant             | Manacor                                 | 54,92          | 8 008           | 11 929          | 11 247          |
| Es Castell                  | Es Castell                 | Villacarlos              | Minorque            | Minorque            | Maó                                     | 11,66          | 6 504           | 7 926           | 7 956           |
| Ciutadella de Menorca       | Ciutadella de Menorca      | Ciudadela                | Minorque            | Minorque            | Ciutadella de Menorca                   | 186,34         | 22 925          | 29 247          | 29 629          |
| Consell                     | Consell                    | Consell                  | Majorque            | Raiguer             | Inca                                    | 13,70          | 2 327           | 3 677           | 3 834           |
| Costitx                     | Costitx                    | Costitx                  | Majorque            | Pla de Mallorca     | Inca                                    | 15,37          | 903             | 1 116           | 1 192           |
| Deià                        | Deià                       | Deyá                     | Majorque            | Serra de Tramuntana | Districts judiciaires des Îles Baléares | 15,21          | 652             | 773             | 756             |
| Eivissa (Ibiza)             | Eivissa                    | Ibiza                    | Ibiza               | Ibiza               | Ibiza                                   | 11,14          | 33 223          | 49 516          | 50 401          |
| Escorca                     | Escorca                    | Escorca                  | Majorque            | Serra de Tramuntana | Inca                                    | 139,39         | 318             | 276             | 252             |
| Esporles                    | Esporles                   | Esporlas                 | Majorque            | Serra de Tramuntana | Palma                                   | 35,29          | 3 993           | 4 900           | 4 991           |
| Estellencs                  | Estellencs                 | Estellenchs              | Majorque            | Serra de Tramuntana | Palma                                   | 13,44          | 357             | 378             | 369             |
| Felanitx                    | Felanitx                   | Felanich                 | Majorque            | Migjorn             | Manacor                                 | 169,79         | 15 238          | 18 225          | 17 359          |
| Ferreries                   | Ferreries                  | Ferrerías                | Minorque            | Minorque            | Ciutadella de Menorca                   | 66,09          | 4 061           | 4 620           | 4 610           |
| Formentera                  | Formentera                 | Formentera               | Formentera          | Formentera          | Ibiza                                   | 83,24          | 6 289           | 9 962           | 11 374          |
| Fornalutx                   | Fornalutx                  | Fornalutx                | Majorque            | Serra de Tramuntana | Inca                                    | 19,49          | 627             | 703             | 692             |
| Inca                        | Inca                       | Inca                     | Majorque            | Raiguer             | Inca                                    | 58,34          | 22 402          | 29 321          | 31 032          |
| Lloret de Vistalegre,       | Lloret de Vistalegre       | Lloret de Vista Alegre   | Majorque            | Pla de Mallorca     | Inca                                    | 17,44          | 933             | 662             | 1 251           |
| Lloseta                     | Lloseta                    | Lloseta                  | Majorque            | Raiguer             | Inca                                    | 12,10          | 4 630           | 5 750           | 5 680           |
| Llubí                       | Llubí                      | Llubí                    | Majorque            | Pla de Mallorca     | Inca                                    | 34,92          | 1 909           | 2 302           | 2 324           |
| Llucmajor                   | Llucmajor                  | Lluchmayor               | Majorque            | Migjorn             | Palma                                   | 327,33         | 23 723          | 36 681          | 37 257          |
| Manacor                     | Manacor                    | Manacor                  | Majorque            | Llevant             | Manacor                                 | 260,31         | 30 923          | 40 859          | 41 049          |
| Mancor de la Vall,          | Mancor de la Vall          | Mancor del Valle         | Majorque            | Raiguer             | Inca                                    | 19,89          | 914             | 1 285           | 1 321           |
| Maó-Mahón, (Port Mahon)     | Maó                        | Mahón                    | Minorque            | Minorque            | Maó                                     | 117,20         | 23 189          | 29 050          | 28 765          |
| Maria de la Salut           | Maria de la Salut          | María de la Salud        | Majorque            | Pla de Mallorca     | Inca                                    | 30,52          | 1 819           | 2 187           | 2 140           |
| Marratxí                    | Marratxí                   | Marrachí                 | Majorque            | Raiguer             | Palma                                   | 54,22          | 20 924          | 33 883          | 35 258          |
| Es Mercadal                 | Es Mercadal ou El Mercadal | Mercadal                 | Minorque            | Minorque            | Ciutadella de Menorca                   | 138,34         | 3 104           | 5 398           | 5 425           |
| Es Migjorn Gran             | Es Migjorn Gran            | Es Migjorn Gran          | Minorque            | Minorque            | Ciutadella de Menorca                   | 31,42          | 1 148           | 1 539           | 1 520           |
| Montuïri                    | Montuïri                   | Montuiri                 | Majorque            | Pla de Mallorca     | Manacor                                 | 41,13          | 2 317           | 2 817           | 2 838           |
| Muro                        | Muro                       | Muro                     | Majorque            | Pla de Mallorca     | Inca                                    | 58,61          | 6 340           | 7 001           | 6 977           |
| Palma, (Palma)              | Palma                      | Palma                    | Majorque et Cabrera | Palma               | Palma                                   | 208,63         | 333 925         | 404 681         | 398 162         |
| Petra                       | Petra                      | Petra                    | Majorque            | Pla de Mallorca     | Manacor                                 | 70,04          | 2 600           | 2 928           | 2 806           |
| Sa Pobla                    | Sa Pobla                   | La Puebla                | Majorque            | Raiguer             | Inca                                    | 48,59          | 10 347          | 12 831          | 12 901          |
| Pollença                    | Pollença                   | Pollensa                 | Majorque            | Serra de Tramuntana | Inca                                    | 151,65         | 14 358          | 16 981          | 16 200          |
| Porreres                    | Porreres                   | Porreras                 | Majorque            | Pla de Mallorca     | Manacor                                 | 86,91          | 4 283           | 5 531           | 5 496           |
| Puigpunyent                 | Puigpunyent                | Puigpuñent               | Majorque            | Serra de Tramuntana | Palma                                   | 42,31          | 1 249           | 1 938           | 2 010           |
| Ses Salines                 | Ses Salines                | Las Salinas              | Majorque            | Migjorn             | Manacor                                 | 39,12          | 3 528           | 5 234           | 5 273           |
| Sant Antoni de Portmany     | Sant Antoni de Portmany    | San Antonio Abad         | Ibiza               | Ibiza               | Ibiza                                   | 126,80         | 15 775          | 22 136          | 23 314          |
| Sant Joan                   | Sant Joan                  | San Juan                 | Majorque            | Pla de Mallorca     | Manacor                                 | 38,54          | 1 686           | 1 958           | 1 973           |
| Sant Joan de Labritja       | Sant Joan de Labritja      | San Juan Bautista        | Ibiza               | Ibiza               | Ibiza                                   | 121,66         | 4 194           | 5 477           | 5 677           |
| Sant Josep de sa Talaia     | Sant Josep de sa Talaia    | San José                 | Ibiza               | Ibiza               | Ibiza                                   | 159,38         | 14 428          | 22 871          | 24 498          |
| Sant Llorenç des Cardassar, | Sant Llorenç des Cardassar | San Lorenzo de Cardessar | Majorque            | Llevant             | Manacor                                 | 82,08          | 6 211           | 8 841           | 7 857           |
| Sant Lluís,                 | Sant Lluís                 | San Luis                 | Minorque            | Minorque            | Maó                                     | 34,75          | 4 395           | 7 204           | 7 509           |
| Santa Eugènia               | Santa Eugènia              | Santa Eugenia            | Majorque            | Pla de Mallorca     | Palma                                   | 20,25          | 1 228           | 1 595           | 1 723           |
| Santa Eulària des Riu       | Santa Eulària des Riu      | Santa Eulalia del Río    | Ibiza               | Ibiza               | Ibiza                                   | 153,58         | 21 991          | 32 637          | 36 464          |
| Santa Margalida             | Santa Margalida            | Santa Margarita          | Majorque            | Pla de Mallorca     | Inca                                    | 86,51          | 7 943           | 11 626          | 12 243          |
| Santa María del Camí        | Santa María del Camí       | Santa María del Camino   | Majorque            | Raiguer             | Palma                                   | 37,62          | 4 740           | 6 176           | 6 500           |
| Santanyí                    | Santanyí                   | Santañy                  | Majorque            | Migjorn             | Manacor                                 | 124,86         | 8 957           | 12 823          | 11 784          |
| Selva                       | Selva                      | Selva                    | Majorque            | Raiguer             | Inca                                    | 48,75          | 2 983           | 3 620           | 3 869           |
| Sencelles                   | Sencelles                  | Sancellas                | Majorque            | Pla de Mallorca     | Inca                                    | 52,86          | 2 125           | 3 155           | 3 234           |
| Sineu                       | Sineu                      | Sineu                    | Majorque            | Pla de Mallorca     | Palma                                   | 47,74          | 2 724           | 3 619           | 3 715           |
| Sóller                      | Sóller                     | Sóller                   | Majorque            | Serra de Tramuntana | Palma                                   | 42,80          | 11 521          | 14 075          | 14 229          |
| Son Servera                 | Son Servera                | Son Servera              | Majorque            | Llevant             | Manacor                                 | 42,56          | 9 562           | 12 286          | 11 146          |
| Valldemossa                 | Valldemossa                | Valldemosa               | Majorque            | Serra de Tramuntana | Palma                                   | 42,93          | 1 670           | 2 037           | 2 042           |
| Vilafranca de Bonany        | Vilafranca de Bonany       | Villafranca de Bonany    | Majorque            | Pla de Mallorca     | Manacor                                 | 23,96          | 2 366           | 2 989           | 2 922           |
| Total                       | Total                      | Total                    | Total               | Total               | Total                                   | 4 991,66       | 845 630         | 1 106 049       | 1 111 674       |

### Sources et bibliographie
- (es) Instituto Nacional de Estadistica
  - (es) Instituto Nacional de Estadistica, « Superficie, population (données non corrigées), densité : Îles Baléares », sur www.ine.es (consulté le 8 novembre 2014) 
  - (es) Instituto Nacional de Estadistica, « Données officielles de population résultant de la révision du recensement communal : de 1996 à 2014 », sur www.ine.es (consulté le 17 novembre 2015)
  - (es) Instituto Nacional de Estadistica, « Données officielles de population résultant de la révision du recensement municipal au 1er janvier 2013 : Îles Baléares (données de population corrigées) », sur www.ine.es, 1er janvier 2013 (consulté le 8 novembre 2014)
- (es) Varaciones de los municipios de España desde 1842, Ministerio de administraciones públicas, octobre 2008, 364 p. (lire en ligne) [PDF]

 : document utilisé comme source pour la rédaction de cet article.